# Diocèse de Chíos
Le diocèse de Chíos (grec moderne : Επισκοπή Χίου, latin : Dioecesis Chiensis) est un diocèse catholique de Grèce. Il dépend de l'archidiocèse de Náxos, Ándros, Tínos et Mýkonos.
Le diocèse comprend une partie des îles de la mer Égée septentrionale, notamment Chíos, Lésbos et Sámos. En 2017, il compte 6 paroisses et 550 paroissiens. Le siège épiscopal du diocèse est la cathédrale Saint-Nicolas, située dans la ville de Chíos.
La présence de l'Église catholique sur l'île de Chíos remonte à la période de la domination génoise. Le diocèse est fondé en 1204, à la suite de la conquête de Constantinople par les Croisés. En 1931, une partie de l'archidiocèse d'Izmir est intégrée au sein du diocèse, tandis qu'une partie du territoire de ce dernier est transférée vers l'archidiocèse de Rhodes.